# Pilumnus
Pour l’article homonyme, voir Pilumnus (crabe).
Selon la mythologie romaine, Pilumnus était le dieu protecteur des nouveau-nés, puis, plus tard, des cultures. Il accueille et épouse Danaé, la mère de  Persée, dont il devient donc le beau-père.

## Rôle et culte

### Avec son frère
On trouve souvent Pilumnus associé à son frère Picummus ou Picumnus. Les deux dieux sont souvent présentés comme complémentaires :
- On les désigne parfois sous l'épithète de Sterquilinius, représentant la culture :
  - Pilumnus représente le battage du grain ;
  - Picumnus l'engrais donné aux champs.

- Les deux dieux étaient en même temps protecteurs de la naissance et des nouveau-nés[1], on préparait pour eux un repas à l'occasion des naissances :
  - Pilumnus écartait des nouveau-nés les mauvaises influences et les mauvais génies provenant de la forêt (Sylvanus) ;
  - Picumnus donnait à l'enfant la vigueur et la santé.

### Triade protectrice
Pilumnus fait aussi partie d'une triade protectrice de l'enfant, avec :
- Intercidona, divinité de la hache qui taille les poutres de la maison[2] ;
- Deverra qui balaie le grain battu sur l'aire par le pilum[2].

Ces trois divinités font des rondes de nuit autour de la maison pour écarter Sylvanus. Trois hommes tournaient autour de la demeure frappant les portes avec une hache et un fléau, puis les balayaient pour symboliser ces dieux.

## Pilumnus dans la légende des origines de Rome
Pilumnus intervient dans la légende des origines de Rome, telle qu'elle est racontée par Virgile. Roi des Rutules du Latium, il accueille Danaé, qui avait été enfermée par son père Acrisios, roi d'Argos, dans un coffre avec Persée, le fils qu'elle avait eu de Zeus ; le coffre avait été jeté à la mer et il avait dérivé jusqu'aux côtes du Latium. Danaé épouse Pilumnus et fonde la ville d'Ardée ; ils sont les parents de Daunus et les grands-parents de Turnus, rival et ennemi d'Énée.